# Карула (национальный парк)
Национальный парк Ка́рула (эст. Karula rahvuspark) — национальный парк в Эстонии, расположенный на территории уездов Вырумаа (волости Антсла и Мынисте), и Валгамаа (волость Карула). Самый маленький из пяти национальных парков Эстонии — его площадь 123 км². Национальный парк создан для охраны и представления богатых лесами и озёрами холмистых ландшафтов, присущих Южной Эстонии, а также для охраны и представления местной культуры. Коренные жители данной местности говорят на особенном диалекте эстонского языка.
Национальный парк был учреждён в 1979 году сначала как заповедник, а в 1993 году преобразован в национальный парк, и в настоящее время занимает более трети всей площади возвышенности Карула. Центр для посетителей Карулаского национального парка расположен в местечке Яхиярве, на берегу крупнейшего в данном районе озера.
В национальном парке Карула достаточно многоликая природа. В Пыхья-Карула преобладают ландшафты, преобразованные в результате столетий человеческой деятельности. Расположенные вразброс хутора чередуются с полями, покосами, рощами и озёрами. Основная часть населения живёт в Пыхья-Карула. Лыуна-Карула, напротив, представляет собой большие лесные массивы, перемежающиеся маленькими болотцами. В Карула находится самый большой лесной массив Юго-Восточной Эстонии, который простирается далеко за пределы национального парка. Лес покрывает более 70 % площади парка.
В древности, при отступлении материкового ледника, у подножия холмов Карула образовались многочисленные озёра — 38 из них находятся на территории парка. Самое большое из здешних озёр — Яхиярв (176 га), а самое глубокое — Савиярв (18 м).